# 西粟倉村
西粟倉村（にしあわくらそん）は、岡山県の北東端にあり、兵庫県および鳥取県と県境を接する村である。英田郡に属す。中国山地南側に位置し、面積の約95%が森林である。そのうち約9割を杉や檜などの人工林が占める傍ら、貴重な自然が残る若杉天然林（若林原生林）もある。豪雪地帯でもある。
私有林を村で一括して管理・活用する「百年の森林」事業のほか、家具など森林資源を活用した起業や移住者誘致による地域おこしでも知られる（後述）。

## 概要
平成の大合併の際には、勝田町、大原町、東粟倉村、美作町、作東町、西粟倉村の6町村で設置した勝英地域合併協議会に加入し、美作市に加わる方向で話が進んでいた。合併の調印が間近となる時期を迎え、住民より合併の是非を問う住民投票条例制定請求が行われた。村はこれを却下し、代わりに住民アンケートを実施した。 住民アンケートは有権者18歳以上の住民（外国人を除く）で有権者数は1,451人。回答者数は1,404人。回収率は96.76%。結果は、合併する 305人（21.73%）、やむを得ず合併する 264人（18.80%）、合併しない 574人（40.88%）、できれば合併しない 245人（17.45%）、無効16人（1.14%）。住民の約58％が合併に反対したため、合併しないことを決め、2004年に合併協議会を脱会した。
同年、総務省の地域再生マネージャー事業により、アミタ株式会社の地域再生コンサルティングが行われた。その中で、村の理念を示すテーマ「心産業の創出」を決定した。
2006年には「西粟倉村最初のベンチャー企業」として「株式会社木の里工房木薫」が起業した。村で挑戦する人たちを発掘していくことを目的に、村役場は「村の人事部」こと「雇用対策協議会」を設置。役場が中心となって、空き家を移住者へ斡旋する交渉を進めるなど、村の挑戦者（移住者）を受け入れる体制ができた。
2008年には西粟倉村の森づくりのビジョン「百年の森林構想」が掲げられた。2009年4月から「百年の森林事業」が開始される。その構想に導かれるように「西粟倉・森の学校」「木工房ようび」が起業し、「挑戦者の村」が誕生した。2009年には地域内だけにとどまらず、森林を大切にしたい想いでつながる「共有の森ファンド」を民間企業「トビムシ」と共同で実施。これは国内初の森林・林業支援の事業ファンドであった。

## 地理

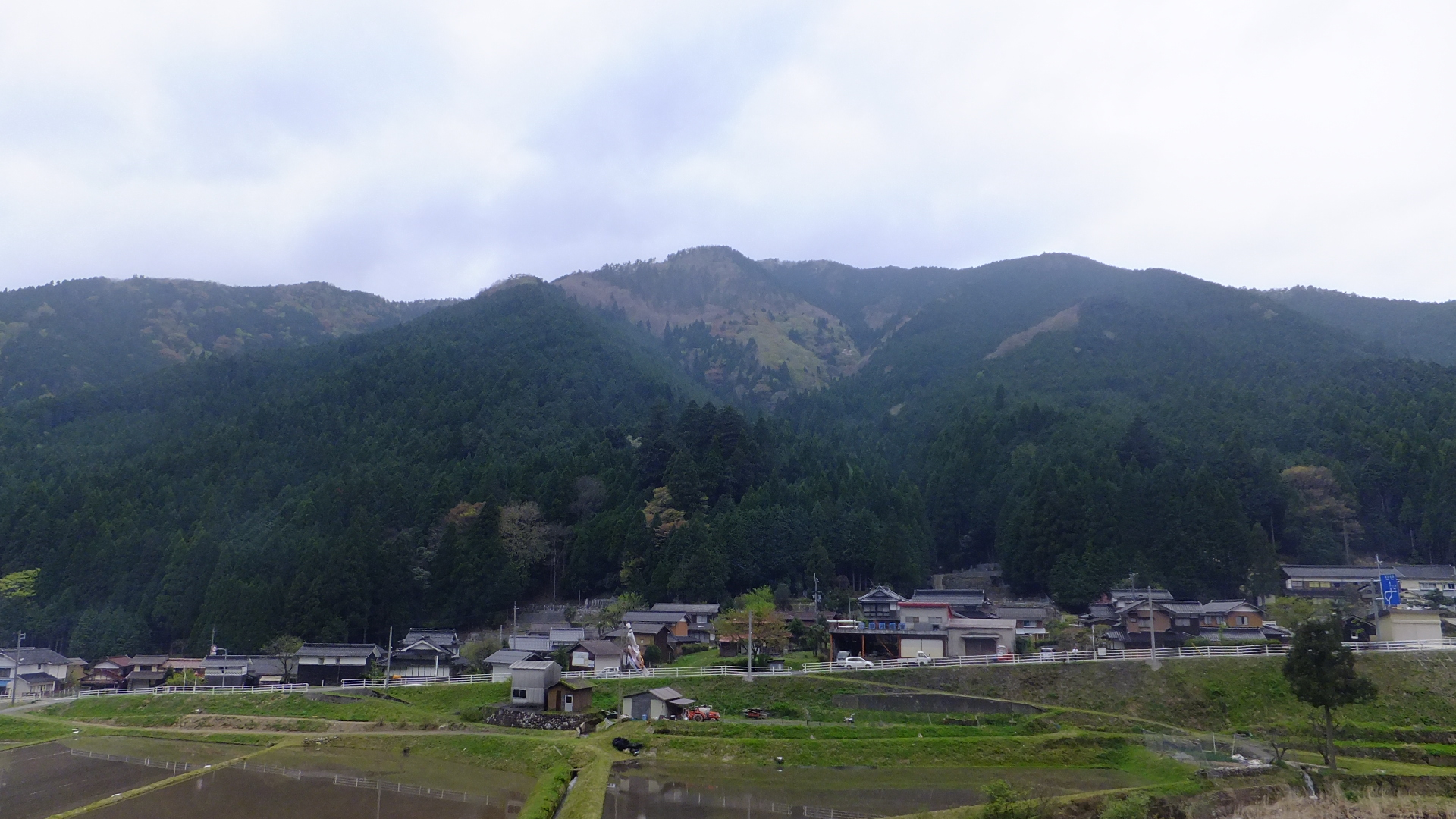
西粟倉村の街並み
（坂根で撮影）

- 山：駒の尾山（1281m）、ダルガ峰（1207m）、長義山（1105m）、黒岩山（1006m）
- 河川：吉野川

### 隣接している自治体
- 岡山県美作市
- 兵庫県宍粟市
- 鳥取県八頭郡智頭町および若桜町

## 沿革
- 明治5年8月17日（1872年9月19日） - 影石村及び影石村ノ内塩谷分が合併して、影石村が発足する[9]。
- 1883年（明治16年）2月15日 - 連合戸長役場制度発足により、吉野郡第一部戸長役場を影石村に設置し、影石村、坂根村、大茅村及び長尾村を管轄。筏津村及び知社村は同第三部戸長役場（古町村、後の大原村）の管轄となる[9]。
- 1889年（明治22年）6月1日 - 町村制の施行により、筏津村、大茅村、影石村、坂根村、知社村及び長尾村の区域をもって、吉野郡西粟倉村が発足する。
- 1900年（明治33年）4月1日 - 吉野郡及び英田郡の区域をもって、英田郡が発足により、英田郡西粟倉村となる。

## 行政
- 2004年（平成16年）勝田町、大原町、東粟倉村、美作町、作東町、西粟倉村の6町村で設置した勝英地域合併協議会から脱会[10]
- 2013年（平成25年）内閣府から環境モデル都市に選定
- 2014年（平成26年）農林水産省からバイオマス産業都市に選定
- 2019年（平成31年）総務省からふるさとづくり大賞優秀賞受賞[11]
- 2019年（令和元年）内閣府からSDGs未来都市・自治体SDGsモデル事業に選定[12]
- 2020年（令和2年）生涯学習施設・公立図書館「あわくら会館・あわくら図書館」が開館[13]
- 2021年（令和3年）西粟倉村役場新庁舎が開庁[14]

村長：青木秀樹（2011年9月10日就任）

## 経済
主な産業は林業。移住者や村民により木材など山の恵みを活用した約20社の企業が相次ぎ設立され、2010年代には「起業家の村」として知られるようになった。森林再生支援などを手掛ける企業トビムシ（東京）などの出資により2009年に設立された企業「西粟倉・森の学校」が、間伐材の木製品への加工などを展開。これに触発されて、家具の製造、ゲストハウス運営、ウナギ養殖などの事業が立ち上がり、起業家養成講座も開かれている。
あわくら温泉など観光資源があり、温浴施設や宿泊施設がある。

## 地域

### 人口
| |                                          |  |
| 西粟倉村と全国の年齢別人口分布（2005年） | 西粟倉村の年齢・男女別人口分布（2005年） |  |
| ■紫色 ― 西粟倉村 ■緑色 ― 日本全国 | ■青色 ― 男性 ■赤色 ― 女性                |  |
| 西粟倉村（に相当する地域）の人口の推移 \| 1970年（昭和45年） \| 2,014人 \| \| \| 1975年（昭和50年） \| 2,009人 \| \| \| 1980年（昭和55年） \| 1,923人 \| \| \| 1985年（昭和60年） \| 1,928人 \| \| \| 1990年（平成2年） \| 1,939人 \| \| \| 1995年（平成7年） \| 1,902人 \| \| \| 2000年（平成12年） \| 1,831人 \| \| \| 2005年（平成17年） \| 1,684人 \| \| \| 2010年（平成22年） \| 1,520人 \| \| \| 2015年（平成27年） \| 1,472人 \| \| \| 2020年（令和2年） \| 1,398人 \| \| |                                          |  |
| 総務省統計局 国勢調査より |                                          |  |
| 1970年（昭和45年） | 2,014人                                  |  |
| 1975年（昭和50年） | 2,009人                                  |  |
| 1980年（昭和55年） | 1,923人                                  |  |
| 1985年（昭和60年） | 1,928人                                  |  |
| 1990年（平成2年） | 1,939人                                  |  |
| 1995年（平成7年） | 1,902人                                  |  |
| 2000年（平成12年） | 1,831人                                  |  |
| 2005年（平成17年） | 1,684人                                  |  |
| 2010年（平成22年） | 1,520人                                  |  |
| 2015年（平成27年） | 1,472人                                  |  |
| 2020年（令和2年） | 1,398人                                  |  |

### 教育
- 西粟倉村立西粟倉幼稚園
- 西粟倉村立西粟倉小学校
- 西粟倉村立西粟倉中学校
- 高等学校は村内に無い。公立高校は岡山県内だけでなく、隣県の智頭農林高校 (鳥取)や佐用高校 (兵庫)（2019年度より）も通学可能。

### 文化施設
- あわくら会館・あわくら図書館（2020年4月開館）

## 交通

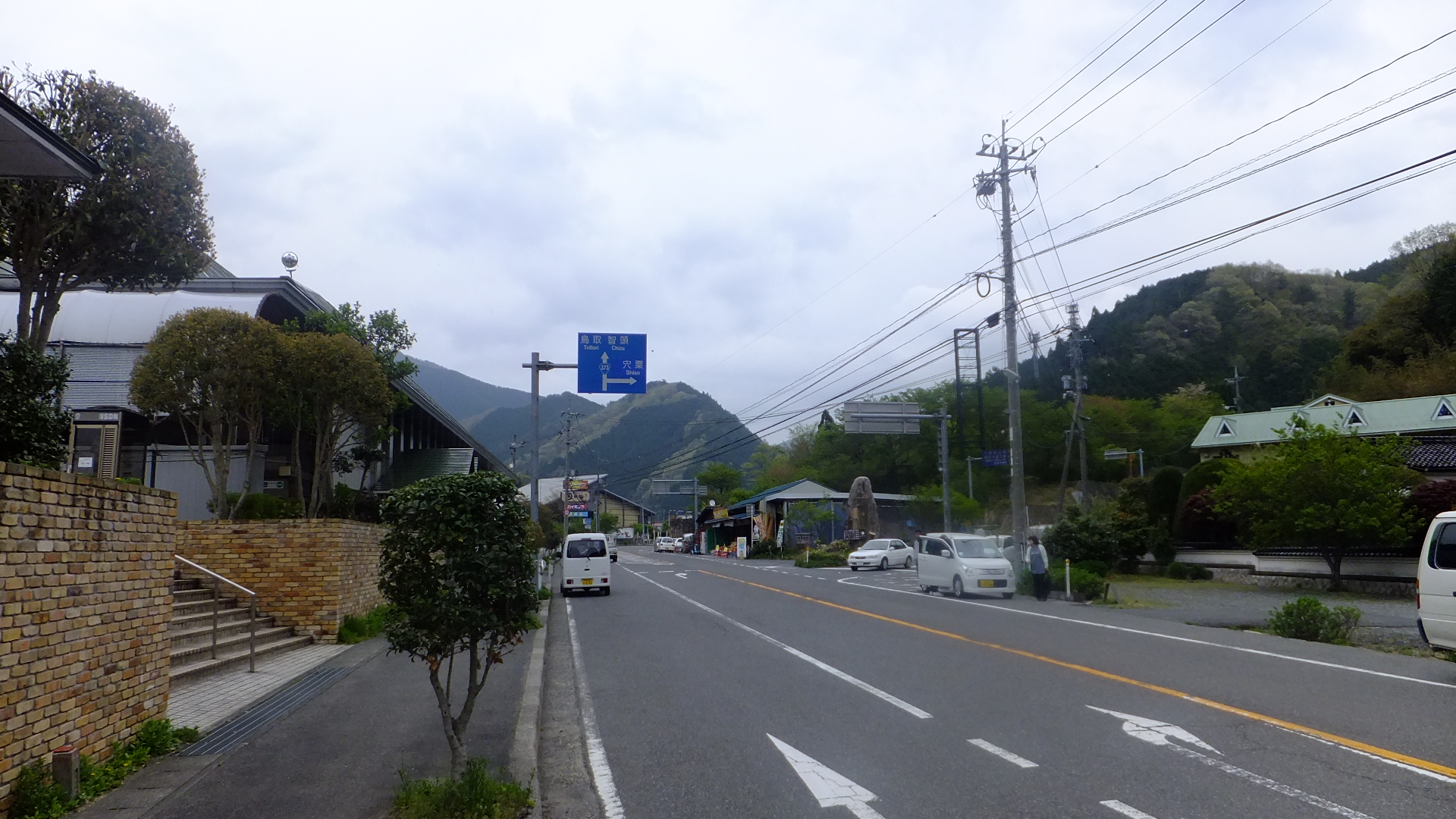
村内の南北を縦断する国道373号
（影石で撮影）

### 鉄道
- 智頭急行
  - 智頭線：西粟倉駅 - あわくら温泉駅

### 路線バス
- 日ノ丸自動車と神姫バスによる共同運行の高速バス
  - 姫路鳥取線「プリンセスバード号」 - 西粟倉BS（鳥取自動車道）

### 道路
- 鳥取自動車道（志戸坂峠道路）：西粟倉IC - 坂根JCT
- 国道373号

※県道は岡山県内の自治体では唯一通っていない。

### 道の駅
- 道の駅：あわくらんど

## 名所・旧跡・観光スポット・祭事・催事
- 大茅スキー場
- 若杉天然林 - 面積約83ha、標高1,200m、「森林浴の森100選」に選ばれるブナの森。氷ノ山後山那岐山国定公園の特別保護区域。
- 若杉渓谷
- 粟倉神社[16]
  - 粟倉神社の大桧 - 西粟倉村指定天然記念物第1号。東美作路名木百選の1つ[17]。
  - 粟倉神社の獅子舞
- 影石神社
- 威徳天満宮
- 志戸坂峠 - 1996年に「歴史の道百選」に選定される。平安時代の国司通行の官道。
- あわくら温泉
- 春のあわくら温泉まつり
- 岩倉寺会陽（毎年2月第2土曜）[18]

## 出身有名人
- 金子長之助（在郷軍人、日本で最初のマラソン競技大会の優勝者）[19]
- 河野昌弘（元兵庫県西宮市長）
- 萩原誠司（美作市長、元衆議院議員、元岡山市長）
- 新田佳浩（クロスカントリースキー選手）
- 尾久土正己（天文学者、奈良県立大学学長）
- 福井優也（プロ野球選手）

## その他
市外局番は、0868（79,73,75）となっている。
- 美作MA：0868（70〜89）

郵便番号は、以下の通りとなっている。
- 大原郵便局（美作市）：707-05xx